# كلاسيكا كورسيكا 2015
كلاسيكا كورسيكا 2015 (بالكورسية: Classica Corsica 2015 )‏ هو سباق دراجات هوائية، وهو الموسم رقم 1 من نفس السباق، وأقيم في 26 مارس 2015، وامتدّ لمسافة 203.8 كيلومتر، وهو أحد سباقات طواف أوروبا للدراجات 2015، وهو من نوع سباق يوم واحد، وقد شارك في السباق 113 متسابقاً، ووصل إلى نهايته 90 متسابقاً.
فاز فيه بالمركز الأول توماس بودات، وبالمركز الثاني Shane Archbold ‏، وبالمركز الثالث دانييلي راتو، والفائز حسب ترتيب السرعة ريمي دي جريجوريو.

## الفرق
| فرق عالمية (5)- AG2R La Mondiale - FDJ - Giant-Alpecin - IAM Cycling - Trek Factory Racing فرق قارية محترفة (7)- Bora-Argon 18 - Bretagne-Séché Environnement - Cofidis, Solutions Crédits - Cult Energy Pro Cycling ‏ - Europcar - رومبوت تشارلز ‏ - UnitedHealthcare Pro Cycling (men's team) ‏ فرق قارية (4)- أرمي دي تير 2015 ‏ - إتش بي بي تي بي – أوبير 93 ‏ - ديلكو ‏ - Van Rysel–Roubaix ‏ |  |
| |  |

## وصلات خارجية
- الموقع الرسمي
- كلاسيكا كورسيكا 2015 على موقع إحصائيات الدراجات الإحترافية (الإنجليزية)